# Lagos BRT
Lagos BRT es el Sistema de Bus de tránsito rápido de Lagos la capital de Nigeria, administrado por la Autoridad de Transporte del Área Metropolitana de Lagos, (LAMATA). El primer corredor (primera fase) se entregó el 17 de marzo de 2008. Se espera que al completarse el proyecto este opere a lo largo de 8 rutas.

## Primera Fase
El sistema Lagos BRT ha sido desarrollado en su primera fase, la cual empezó a operar el 24 de marzo de 2008, cuatro meses después de la fecha inicialmente planeada. Esta ruta recorre la ciudad desde el sitio llamado Milla 12 (Mile 12) a lo largo de la avenidas Ikorodu y Funsho WIlliams hasta el CMS (Church Misión Society). En total tiene una longitud de 12 km.
Dos operadores de buses ofrecen sus servicios al BTR estas son LagBUS (buses rojos) y la cooperativa BRT NURTW (buses azules).